# Vorderer Gosausee
Der Vordere Gosausee ist ein Bergsee im oberösterreichischen Teil des Salzkammergutes im Gemeindegebiet von Gosau, am Nordfuß des Dachsteinmassivs und liegt auf 933 m ü. A. Der Ablauf des Vorderen Gosausses Sees ist der Gosaubach, der über die Traun in die Donau entwässert. Der Vordere Gosausee im Besitz der Österreichischen Bundesforste ist wegen seiner schönen Lage ein beliebtes Ausflugsziel.

## Geographie
Am Seeanfang, der über die Landesstraße von Gosau aus zugänglich und großzügig mit Parkplätzen versehen ist, steht die Talstation der Gosaukammbahn zur Gablonzer Hütte, ein Einstiegspunkt zum Skigebiet Dachstein-West und im Sommer zu vielen Wanderrouten. Vom Vorderen Gosausee aus beginnen Bergsteiger auch die Besteigung des Hohen Dachsteins über die Adamekhütte am Fuß des großen Gosaugletschers.
Der Blick vom Seeausfluss in Richtung Dachstein ist eines der berühmtesten Bergmotive Österreichs. Speziell bei Windstille und dadurch spiegelndem See, aber auch bei Abendrot bietet das fast symmetrische Bild auf die Gletscher des Dachsteins mit der Einrahmung durch den Gosaukamm einen wunderschönen Anblick.
Der natürliche Wasserspiegel des Vorderen Gosausees war ursprünglich einige Meter niedriger und der See war auf der in Blickrichtung Dachstein linken Seite nicht zu begehen. Der Weg zu den Almen an der Gosaulacke und dem Hinteren Gosausee führte rechts unterhalb der Abstürze des Gosaukamms vorbei. Der See wurde 1907 im Zuge der ersten Bauarbeiten an der Kraftwerkskette Gosau mit einer durch den Fels des Lärchkogels gesprengten Arbeitsstraße auf der linken Seite versehen, die bis zum Hinteren Gosausee geführt wurde.

## Hydrologie
Er wird von unterirdischen Quellen im hinteren Seebereich gespeist. Der natürliche Teil des Abflusses erreicht auf unterirdischem Wege die Brunnbäche in der Gosau.

## Geologie
Der See ist natürlich als Gletscherrückzugsee der letzten Eiszeit entstanden. 

## Fauna
Im See leben mehrere Fischarten; Elritze und Seesaibling sind heimisch. Regenbogenforelle, Barsch und Hecht wurden eingesetzt.

## Wirtschaft

### Tourismus
Der See ist bei Tauchern wegen seines im Sommerhalbjahr (Aufstauphase) klaren Wassers sehr beliebt.
Alljährlich im Mai findet auf dem rund 4,5 km langen ebenen Rundwanderweg um den See ein 2er Staffellauf statt.
Am Ostufer des Sees an den steilen Abstürzen des Lärchkogels ist der „Laserer-Alpin-Klettersteig“ situiert.

### Energieerzeugung
Die Stern & Hafferl Verkehrsgesellschaft plante ursprünglich 5 Wasserkraftwerke mit dem Wasser des Gosautals zu betreiben. Mit den Kraftwerken Steeg (Speichersee Gosau Vordertal), Gosauschmied (Speichersee Gosau Hintertal) und Gosau (Speichersee Vorderer Gosausee) wurden 3 dieser Bauvorhaben auch realisiert. Die Kraftwerke Gosaulacke und Hinterer Gosausee wurden nicht umgesetzt, nachdem bei Färbeversuchen festgestellt wurde, dass das Becken des Hinteren Gosausees nicht dicht ist und weitestgehend in den Waldbachursprung entwässert. Der Vordere Gosausee wurde im Zuge der Arbeiten an der Kraftwerkskette 1913 um etwa 12 m zusätzlich aufgestaut, um so mehr Strom erzeugen zu können; er erhielt dadurch sein heutiges Bild. Wenn im Winter (Stromverbrauchsmaximum) das Wasser zur Stromerzeugung abgelassen wird, sinkt die Wassertiefe sukzessive auf nur 36 m und große Schotterflächen werden sichtbar.

## Galerie

Historische Ansichten
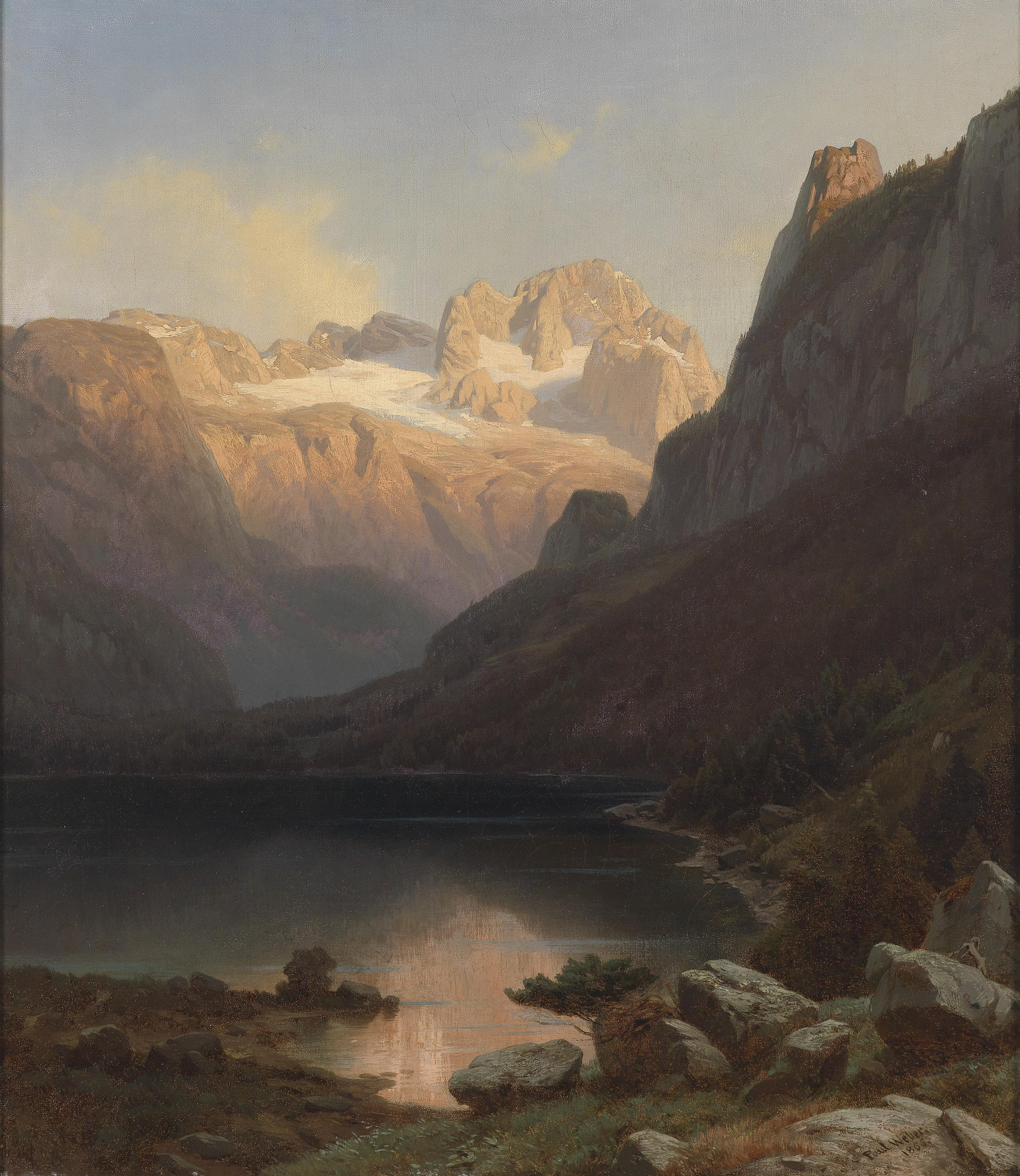
Paul Weber: Blick auf den Gosausee, 1866
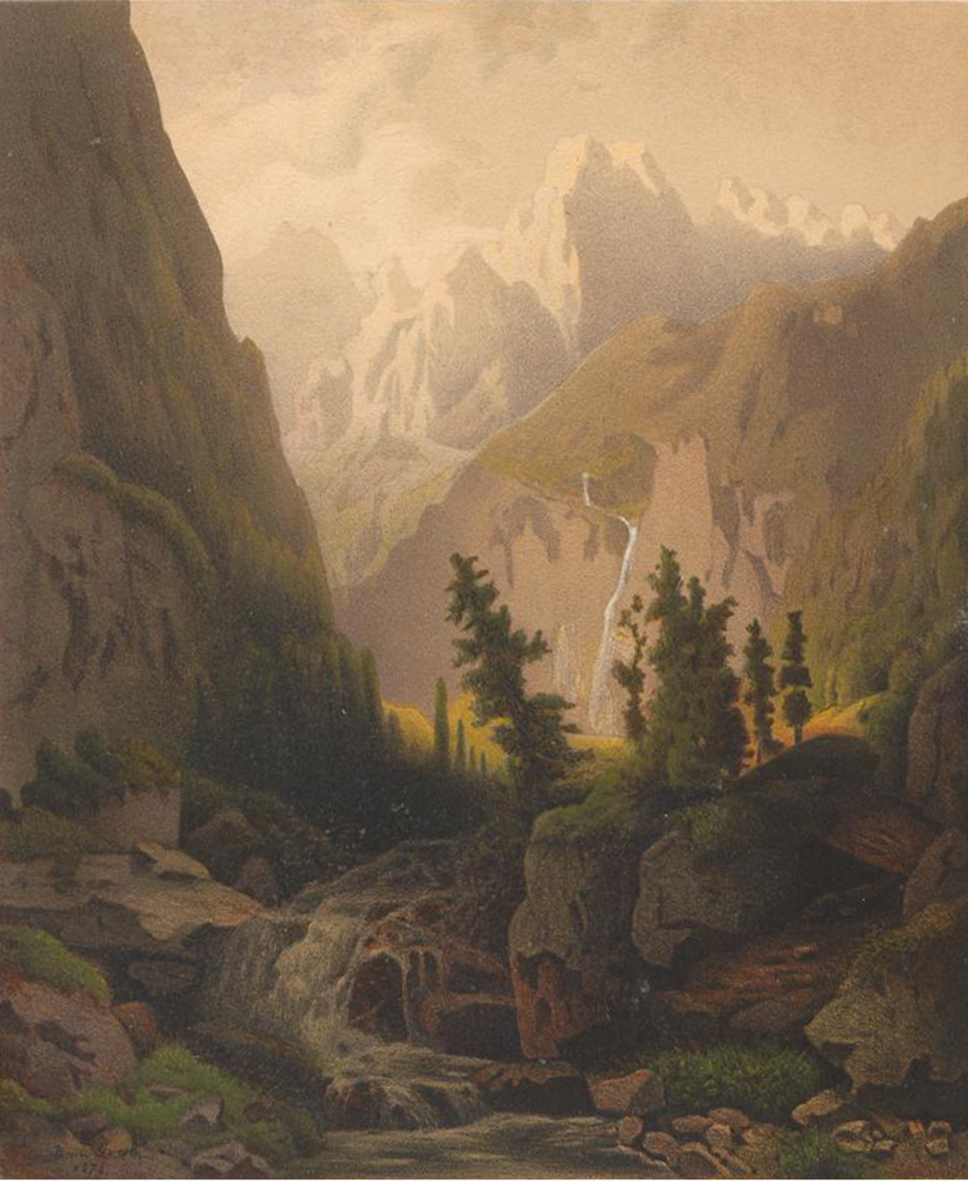
Bertha von Grab: Gosau-Schlucht am Weg zum Gosausee, 1874
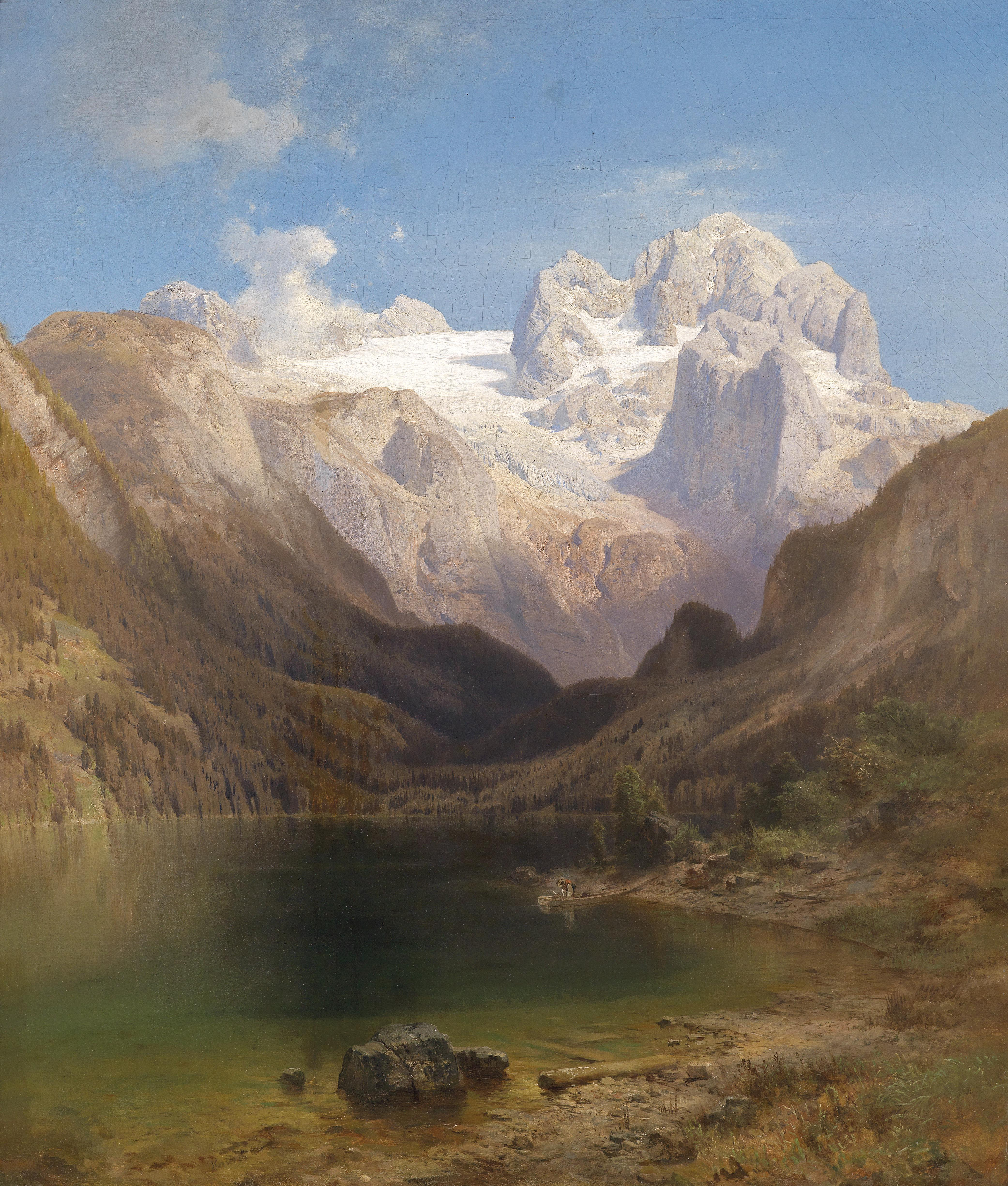
Anton Hansch: Blick vom Gosausee auf den Dachstein, um 1876
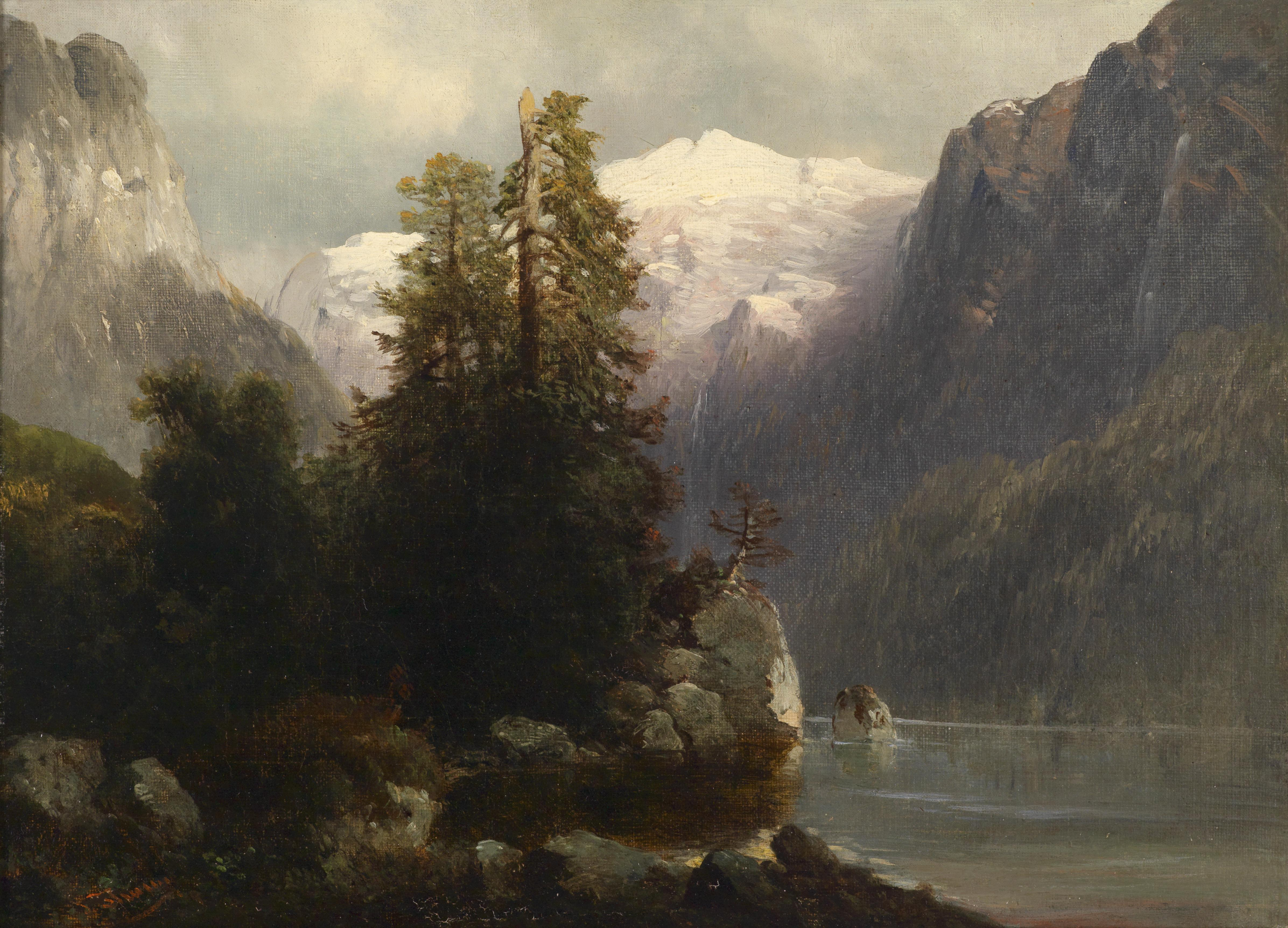
Josef Thoma: Blick auf den Gosau See, 1899
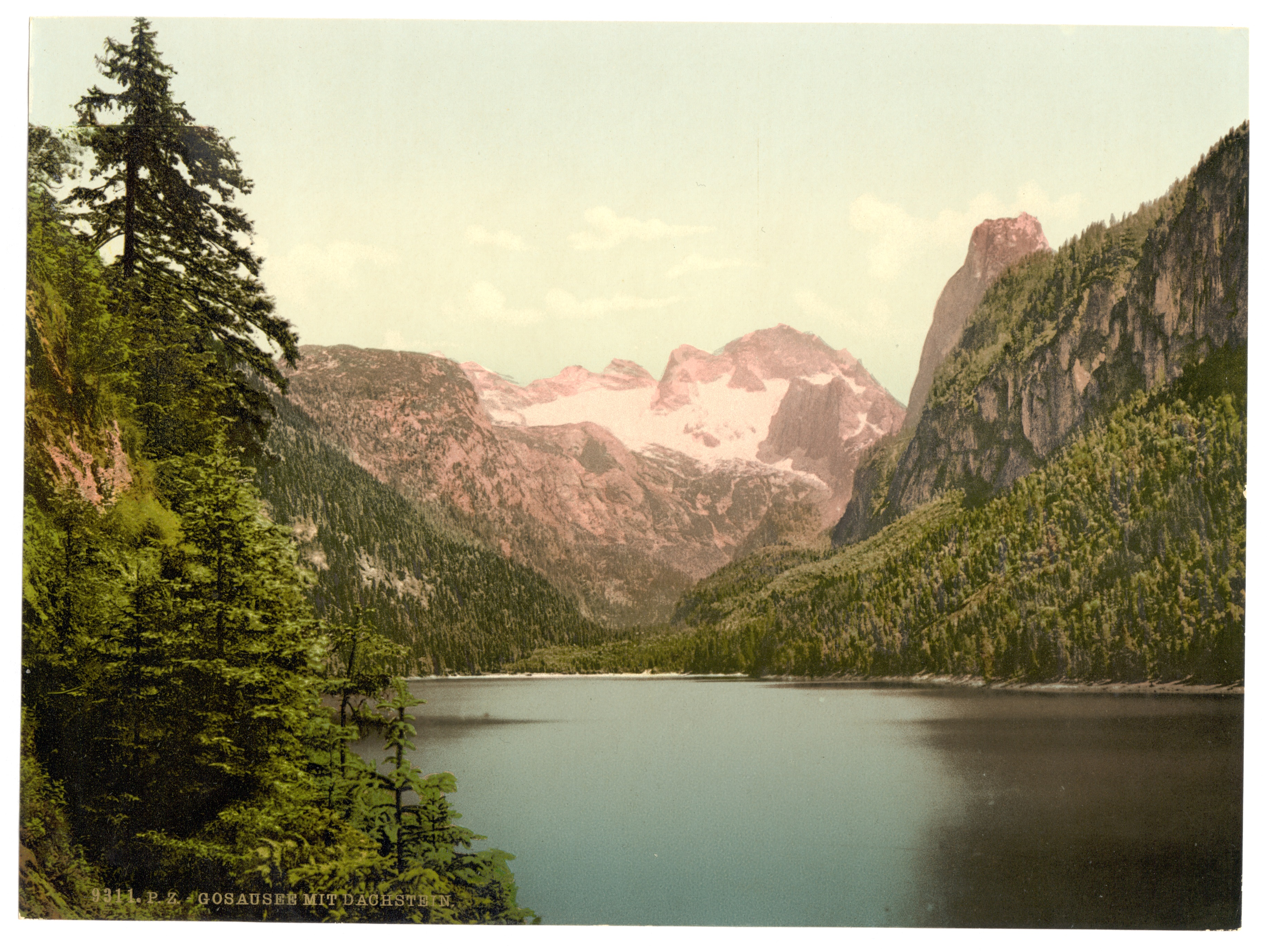
Gosausee mit Dachstein, Photochrom, um 1900
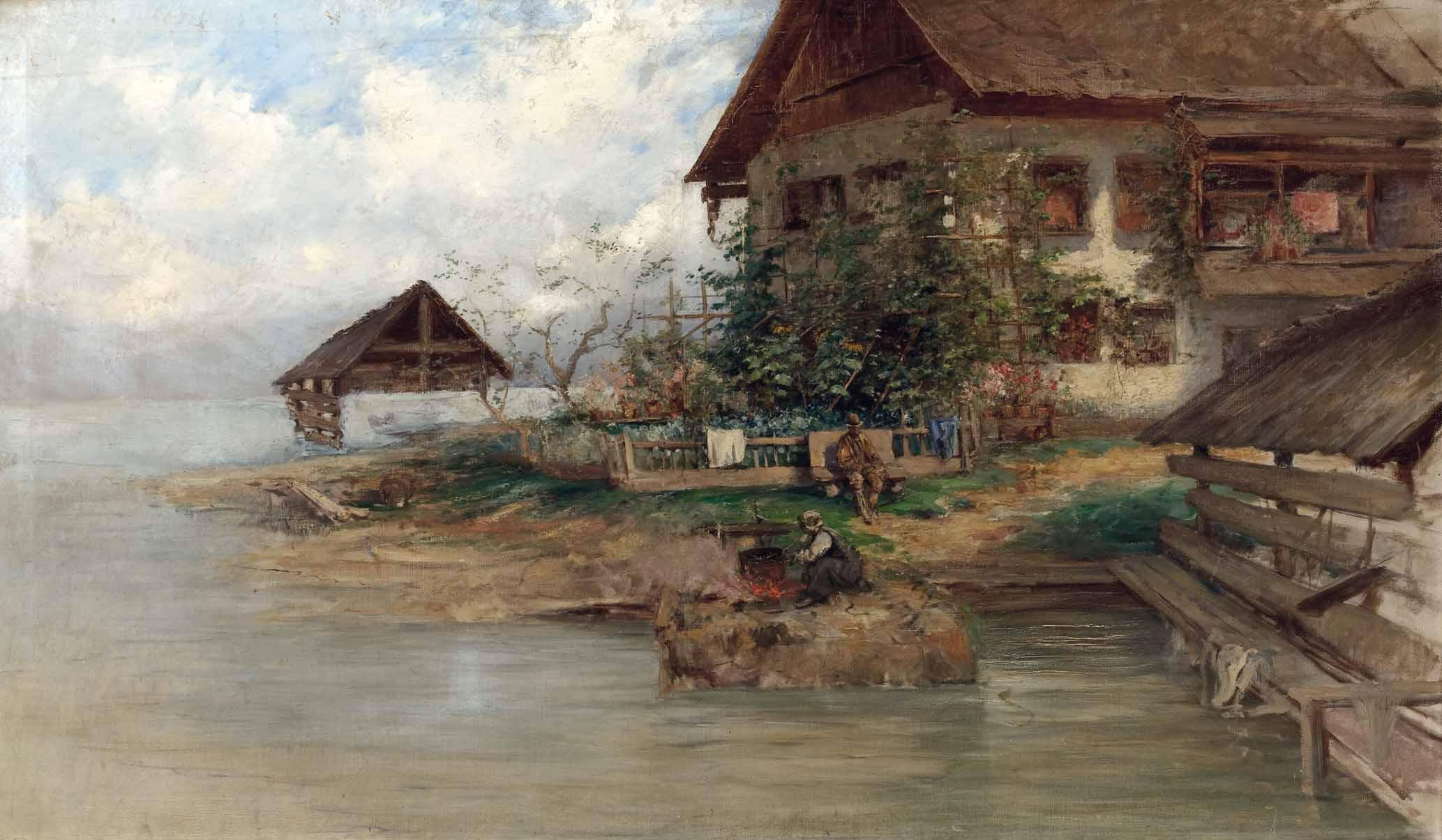
Carl Kaiser-Herbst: Gehöft am Gosausee, um 1940